# Tomatares striolatus
Tomatares striolatus is een insect uit de familie van de mierenleeuwen (Myrmeleontidae), die tot de orde netvleugeligen (Neuroptera) behoort. 
Tomatares striolatus is voor het eerst wetenschappelijk beschreven door Stitz in 1912.